# Фонтана, Лучо
Лучо Фонтана (итал. Lucio Fontana; 19 февраля 1899, Росарио, Санта-Фе, Аргентина — 7 сентября, 1968, Ломбардия) — итальянский живописец, скульптор, теоретик, абстракционист и новатор. Самыми характерными для Фонтана произведениями стали картины с прорезями и разрывами, которые принесли ему широкую известность. Впервые со времен Малевича картина была преобразована таким радикальным способом.

## Биография
Лучо Фонтана родился в 1899 году в Росарио-де-Санта-Фе, Аргентина. Его отец, Луиджи Фонтана (1865—1946), был итальянским скульптором. Луиджи привез сына в Милан в 1905 году для получения образования. Лючио начал работать в качестве подмастерья в студии отца в возрасте десяти лет. После Первой мировой войны Фонтана открыл свою собственную студию в Аргентине, а в 1928 году вернулся в Милан. Учился у скульптора Адольфо Вильдта и в Академии Брера с 1928 по 1930 год. В 1939 году присоединился к миланской группе художников-экспрессионистов. В 1940 году вернулся в Аргентину. В 1946 году Фонтана основал частную художественную школу, назвав её Академия Альтамира, которая стала важным культурным центром. Именно здесь, в постоянном контакте с молодыми художниками, он сформулировал свою теорию об искусстве, опубликовав затем «Белый Манифест» («Manifesto Blanco»), призывавший к искусству, которое будет охватывать области науки и техники и использовать такие вещи, как неон, радио и телевидение.

## Творчество
- Выставка Лучо Фонтана в Милане в 1930 году стала первой выставкой нефигуративной скульптуры в Италии.
- В 1934 году вступил в парижскую группу «Абстракция-Творчество».
- В 1946 году издал «Белый манифест», провозглашавший новую концепцию искусства — спациализм.
- В 1947 году основал спатиалистское движение и издал «Технический манифест спациализма».
- 1949 год является поворотным моментом в карьере художника — он одновременно создал «Buchi» (первую серию картин, в которых он проткнул холст) и первую пространственную композицию «Spatial Environment» (галерея Naviglio, Милан), которая предвосхитила более поздние достижения в области искусства — энвайронмент, перформанс и арте повера. Эта первая временная инсталляция состояла из гигантской амёбообразной формы в затемнённой комнате и была освещена неоновыми огнями. Вскоре после этого Фонтана начал использовать неоновые трубки в своих работах.
- В 1966 году Лучо Фонтана принял участие в Венецианской биеннале, а в 1968-м — в documenta в Касселе. Для выставки в Венеции он создал энвайронмент для экспозиции своих работ.

## Персональные выставки 1987—2009
- 1987—88 «Лучо Фонтана», Центр Помпиду, Париж; Фонд «la Caixa» Барселона; Stedelijk Museum, Амстердам; Whitechapel Art Gallery, Лондон
- 1996—97 Лучо Фонтана. Retrospektive Kunsthalle" Франкфурт; Museum Moderner Kunst Stifung Ludwig, Вена;
- 1998 «Лучо Фонтана, Palazzo delle Esposizioni», Рим
- 1998 Лучо Фонтана. Entre Materia y Espacio, Фонд «la Caixa», Мадрид
- 1999 «Fontana», Fondazione Lucio Fontana, Милан
- 1999 «Лучо Фонтана», Galleria Blu, Милан
- 1999—2000 «Лучо Фонтана», Hayward Gallery, Лондон
- 2000 «Лучо Фонтана», 11 Duke Street Limited, Лондон
- 2000 «Лучо Фонтана», Sperone Westwater, Нью-Йорк
- 2002 De Pury & Luxembourg, Цюрих
- 2004 «Лучо Фонтана», Museum Franz Gertsch, Burgdorf, Швейцария
- 2006 Лучо Фонтана: Венеция/Нью-Йорк, Коллекция Пегги Гуггенхайм, Венеция, Италия; Музей Гуггенхайма, Нью-Йорк
- 2006 Лучо Фонтана: Alle Radici Dello Spazialismo, Casa Italiana Zerilli-Marimo, Нью-Йорк
- 2006 Лучо Фонтана: Alle Radici Dello Spazialismo, Italian Cultural Institute, Нью-Йорк
- 2006 Лучо Фонтана, Harry Ruhe / Galerie A, Амстердам, Нидерланды
- 2007—2008 Лучо Фонтана скульптор, Castello di San Giorgio, Торино, Италия
- 2008 Лучо Фонтана: живопись, скульптура, графика, Ben Brown Fine Arts

## Публичные коллекции
- Tate Gallery, Лондон
- Hirshhorn Museum and Sculpture Garden (недоступная ссылка), Вашингтон
- Музей Гуггенхайма, Нью-Йорк
- Музей современного искусства, Нью-Йорк
- Calderara Foundation Collection, Милан
- Кливлендский музей искусств (недоступная ссылка), Огайо
- Фонд Проа, Буэнос-Айрес
- Национальная галерея современного искусства, Рим
- Галерея Паллаццо Леони Монтанари (недоступная ссылка), Венеция, Италия
- Государственная галерея современного искусства (недоступная ссылка), Турин
- Музей Кроллер-Мюллер (недоступная ссылка), Оттерло, Нидерланды
- Художественный музей Базеля (недоступная ссылка), Швейцария
- Художественный музей Милуоки, Висконсин
- Музей современного искусства (недоступная ссылка), Тренто, Италия
- Национальный музей изобразительных искусств, Буэнос-Айрес, Аргентина
- Музей современного искусства, Барселона
- Музей искусств Нортон, Уэст-Палм-Бич, Флорида
- Национальный музей Рейна София, Мадрид
- Королевский музей изящных искусств Бельгии, Брюссель
- Музей современного искусства (недоступная ссылка), Гент, Бельгия
- Музеи Шлезвиг-Гольштейн, Германия
- Музей Тиссена-Борнемица, Мадрид
- Van Abbemuseum, Нидерланды
- Villa Crove Museo di Arte Contemporanea, Генуя
- Walker Art Center, Миннесота
- Smithsonian Institution Art Inventories